# Lijst van hoofdsteden
Dit is een lijst van hoofdsteden opgenomen per werelddeel en in alfabetische volgorde per land.

## Hoofdsteden van landen

### Landen inAfrika
- Algerije - Algiers
- Angola - Luanda
- Benin - Porto-Novo
- Botswana - Gaborone
- Burkina Faso - Ouagadougou
- Burundi - Gitega
- Centraal-Afrikaanse Republiek - Bangui
- Comoren - Moroni
- Congo-Brazzaville - Brazzaville
- Congo-Kinshasa - Kinshasa
- Djibouti - Djibouti
- Egypte - Caïro
- Equatoriaal-Guinea - Malabo
- Eritrea - Asmara
- Ethiopië - Addis Abeba
- Gabon - Libreville
- Gambia - Banjul
- Ghana - Accra
- Guinee-Bissau - Bissau
- Guinee - Conakry
- Ivoorkust - Yamoussoukro
- Kaapverdië - Praia
- Kameroen - Yaoundé
- Kenia - Nairobi
- Lesotho - Maseru
- Liberia - Monrovia
- Libië - Tripoli
- Madagaskar - Antananarivo
- Malawi - Lilongwe
- Mali - Bamako
- Marokko - Rabat
- Mauritanië - Nouakchott
- Mauritius - Port Louis
- Mozambique - Maputo
- Namibië - Windhoek
- Niger - Niamey
- Nigeria - Abuja
- Oeganda - Kampala
- Rwanda - Kigali
- Sao Tomé en Principe - Sao Tomé
- Senegal - Dakar
- Seychellen - Victoria
- Sierra Leone - Freetown
- Soedan - Khartoem
- Somalië - Mogadishu
- Swaziland - Lobamba, Mbabane
- Tanzania - Dodoma
- Togo - Lomé
- Tsjaad - Ndjamena
- Tunesië - Tunis
- Zambia - Lusaka
- Zimbabwe - Harare
- Zuid-Afrika - Pretoria, Bloemfontein, Kaapstad
- Zuid-Soedan - Juba

### Landen inAzië
- Afghanistan - Kabul
- Armenië - Jerevan
- Azerbeidzjan - Bakoe
- Bahrein - Manama
- Bangladesh - Dhaka
- Bhutan - Thimphu
- Brunei - Bandar Seri Begawan
- Cambodja - Phnom Penh
- China - Peking
- Cyprus - Nicosia
- Filipijnen - Manilla
- Georgië - Tbilisi
- India - New Delhi
- Indonesië - Jakarta
- Irak - Bagdad
- Iran - Teheran
- Israël - Jeruzalem
- Japan - Tokio
- Jemen - Sanaa
- Jordanië - Amman
- Kazachstan - Astana
- Kirgizië - Bisjkek
- Koeweit - Koeweit
- Laos - Vientiane
- Libanon - Beiroet
- Malediven - Malé
- Maleisië - Kuala Lumpur
- Mongolië - Ulaanbaatar
- Myanmar - Naypyidaw
- Nepal - Kathmandu
- Noord-Korea - Pyongyang
- Oezbekistan - Tasjkent
- Oman - Muscat
- Oost-Timor - Dili
- Pakistan - Islamabad
- Palestina - Ramallah (de facto)
Oost-Jeruzalem (geclaimd)
- Qatar - Doha
- Saoedi-Arabië - Riyad
- Singapore - Singapore
- Sri Lanka - Sri Jayewardenapura Kotte
- Syrië - Damascus
- Tadzjikistan - Doesjanbe
- Taiwan - Taipei (de facto)
Nanjing (geclaimd)
- Thailand - Bangkok
- Turkije - Ankara
- Turkmenistan - Asjchabad
- Verenigde Arabische Emiraten - Abu Dhabi
- Vietnam - Hanoi
- Zuid-Korea - Seoel

### Landen inEuropa
- Albanië - Tirana
- Andorra - Andorra la Vella
- België - Brussel
- Bosnië en Herzegovina - Sarajevo
- Bulgarije - Sofia
- Denemarken - Kopenhagen
- Duitsland - Berlijn
- Estland - Tallinn
- Finland - Helsinki
- Frankrijk - Parijs
- Griekenland - Athene
- Hongarije - Boedapest
- Ierland - Dublin
- IJsland - Reykjavik
- Italië - Rome
- Kosovo - Pristina
- Kroatië - Zagreb
- Letland - Riga
- Liechtenstein - Vaduz
- Litouwen - Vilnius
- Luxemburg - Luxemburg
- Malta - Valletta
- Moldavië - Chisinau
- Monaco - regeringszetel Monaco-Ville
- Montenegro - Podgorica
- Nederland - Amsterdam
- Noord-Macedonië - Skopje
- Noorwegen - Oslo
- Oekraïne - Kiev
- Oostenrijk - Wenen
- Polen - Warschau
- Portugal - Lissabon
- Roemenië - Boekarest
- Rusland - Moskou
- San Marino - San Marino Città
- Servië - Belgrado
- Slovenië - Ljubljana
- Slowakije - Bratislava
- Spanje - Madrid
- Tsjechië - Praag
- Turkije - Ankara
- Vaticaanstad - regeringszetel Vaticaanstad
- Verenigd Koninkrijk - Londen
- Wit-Rusland - Minsk
- Zweden - Stockholm
- Zwitserland - regeringszetel (bondsstad) Bern

### Landen inNoord-Amerika
- Antigua en Barbuda - Saint John's
- Bahama's - Nassau
- Barbados - Bridgetown
- Belize - Belmopan
- Canada - Ottawa
- Costa Rica - San José
- Cuba - Havana
- Dominica - Roseau
- Dominicaanse Republiek - Santo Domingo
- El Salvador - San Salvador
- Grenada - Saint George's
- Guatemala - Guatemala-Stad
- Haïti - Port-au-Prince
- Honduras - Tegucigalpa
- Jamaica - Kingston
- Mexico - Mexico-Stad
- Nicaragua - Managua
- Panama - Panama-Stad
- Saint Kitts en Nevis - Basseterre
- Saint Lucia - Castries
- Saint Vincent en de Grenadines - Kingstown
- Trinidad en Tobago - Port of Spain
- Verenigde Staten - Washington D.C.

### Landen inOceanië
- Australië - Canberra
- Fiji - Suva
- Kiribati - Zuid-Tarawa
- Marshalleilanden - Majuro
- Micronesië - Palikir
- Nauru - heeft geen hoofdstad, Yaren (de facto)
- Nieuw-Zeeland - Wellington
- Palau - Ngerulmud
- Papoea-Nieuw-Guinea - Port Moresby
- Salomonseilanden - Honiara
- Samoa - Apia
- Tonga - Nuku'alofa
- Tuvalu - Funafuti
- Vanuatu - Port Vila

### Landen inZuid-Amerika
- Argentinië - Buenos Aires
- Bolivia - Sucre
- Brazilië - Brasilia
- Chili - Santiago
- Colombia - Bogota
- Ecuador - Quito
- Guyana - Georgetown
- Paraguay - Asuncion
- Peru - Lima
- Suriname - Paramaribo
- Uruguay - Montevideo
- Venezuela - Caracas

### Landen zonder hoofdstad
Alleen Nauru en Zwitserland hebben geen officiële hoofdstad, de 193 andere landen wel. De regeringsgebouwen van deze staten bevinden zich respectievelijk in Yaren en Bern. Bern kreeg de benaming "bondsstad".

## Hoofdsteden van territoria en afhankelijke gebieden
- Akrotiri en Dhekelia - Episkopi Cantonment
- Åland - Mariehamn
- Amerikaanse Maagdeneilanden - Charlotte Amalie
- Amerikaans-Samoa - Pago Pago
- Anguilla - The Valley
- Aruba - Oranjestad
- Bermuda - Hamilton
- Britse Maagdeneilanden - Road Town
- Brits Indische Oceaanterritorium - Diego Garcia
- Christmaseiland - Flying Fish Cove
- Cocoseilanden - West Island
- Cookeilanden - Avarua
- Curaçao - Willemstad
- Engeland - Londen
- Faeröer - Tórshavn
- Falklandeilanden - Stanley
- Franse Zuidelijke en Antarctische Gebieden - Port-aux-Français
- Frans-Guyana - Cayenne
- Frans-Polynesië - Papeete
- Gibraltar - Gibraltar
- Groenland - Nuuk
- Guam - Hagåtña
- Guernsey - Saint Peter Port
- Jersey - Saint Helier
- Kaaimaneilanden - George Town
- Man - Douglas
- Montserrat - Plymouth
- Nieuw-Caledonië - Nouméa
- Niue - Alofi
- Noordelijke Marianen - Saipan
- Noord-Ierland - Belfast
- Norfolk - Kingston
- Pitcairneilanden - Adamstown
- Puerto Rico - San Juan
- Saint-Barthélemy - Gustavia
- Saint-Pierre en Miquelon - Saint-Pierre
- Schotland - Edinburgh
- Sint-Helena, Ascension en Tristan da Cunha - Jamestown
- Sint Maarten - Philipsburg
- Sint-Maarten - Marigot
- Spitsbergen en Jan Mayen - Longyearbyen
- Turks- en Caicoseilanden - Cockburn Town
- Wales - Cardiff
- Wallis en Futuna - Matâ'utu
- Zuid-Georgia en de Zuidelijke Sandwicheilanden - King Edward Point

## Territoria en afhankelijke gebieden zonder eigen hoofdstad
- Bewoonde gebieden: Hongkong (stadstaat), Johnston (geen plaatselijk bestuur), Macau (stadstaat), Midway (geen plaatselijk bestuur), de Tokelau-eilanden (bestuurlijke hoofdplaats wisselt naargelang roterend premierschap) en Wake (geen plaatselijk bestuur)
- Onbewoonde gebieden: de Ashmore- en Cartiereilanden, Baker, Bouveteiland, Clipperton, Heard en McDonaldeilanden, Howland, Jarvis, Kingman, de Koraalzee-eilanden en Navassa

## Huidige en voormalige niet-erkende staten
- Islamitische Staat in Irak en de Levant - Raqqa
- Puntland - Garoowe
- Somaliland - Hargeisa
- Vrijstaat Flessenhals - Lorch

## Homonymie
- De hoofdstad van Saint Kitts en Nevis is Basseterre, de hoofdstad van de Franse overzeese regio Guadeloupe is Basse-Terre.
- De hoofdstad van Guyana heet Georgetown, de hoofdstad van de Kaaimaneilanden is George Town.
- De hoofdsteden van zowel Jamaica als Norfolk heten Kingston, niet te verwarren met Kingstown, de hoofdstad van Saint Vincent en de Grenadines.
- De hoofdsteden van zowel Aruba als het Nederlandse openbare lichaam Sint Eustatius heten Oranjestad.

### Hoofdsteden van subnationale gebieden
- Australië - zie Lijst van staten en territoria van Australië
- België - zie provincies van België
- Brazilië - zie Staten van Brazilië
- Canada - zie Bestuurlijke indeling van Canada
- Duitsland - zie Deelstaten van Duitsland
- India - zie Lijst van staten en territoria van India
- Maleisië - zie Staten en territoria van Maleisië
- Nederland - zie provincies van Nederland
- Turkije - zie provincies van Turkije
- Verenigde Staten - zie staten van de Verenigde Staten